# Llista de municipis d'Ogliastra
Aquesta és la llista dels 23 municipis que formaven la província d'Ogliastra (Sardenya), amb el seu nom oficial en italià i el seu equivalent en sard.
Informació actualitzada per un bot. Els canvis manuals es perdran quan s'actualitzi!